# Union baptiste d'Ouganda
L’Union baptiste d'Ouganda (anglais : Baptist Union of Uganda) est une association chrétienne évangélique d'églises baptistes en Ouganda.  Elle est affiliée à l’Alliance baptiste mondiale. Son siège est situé à Kampala. 

## Histoire

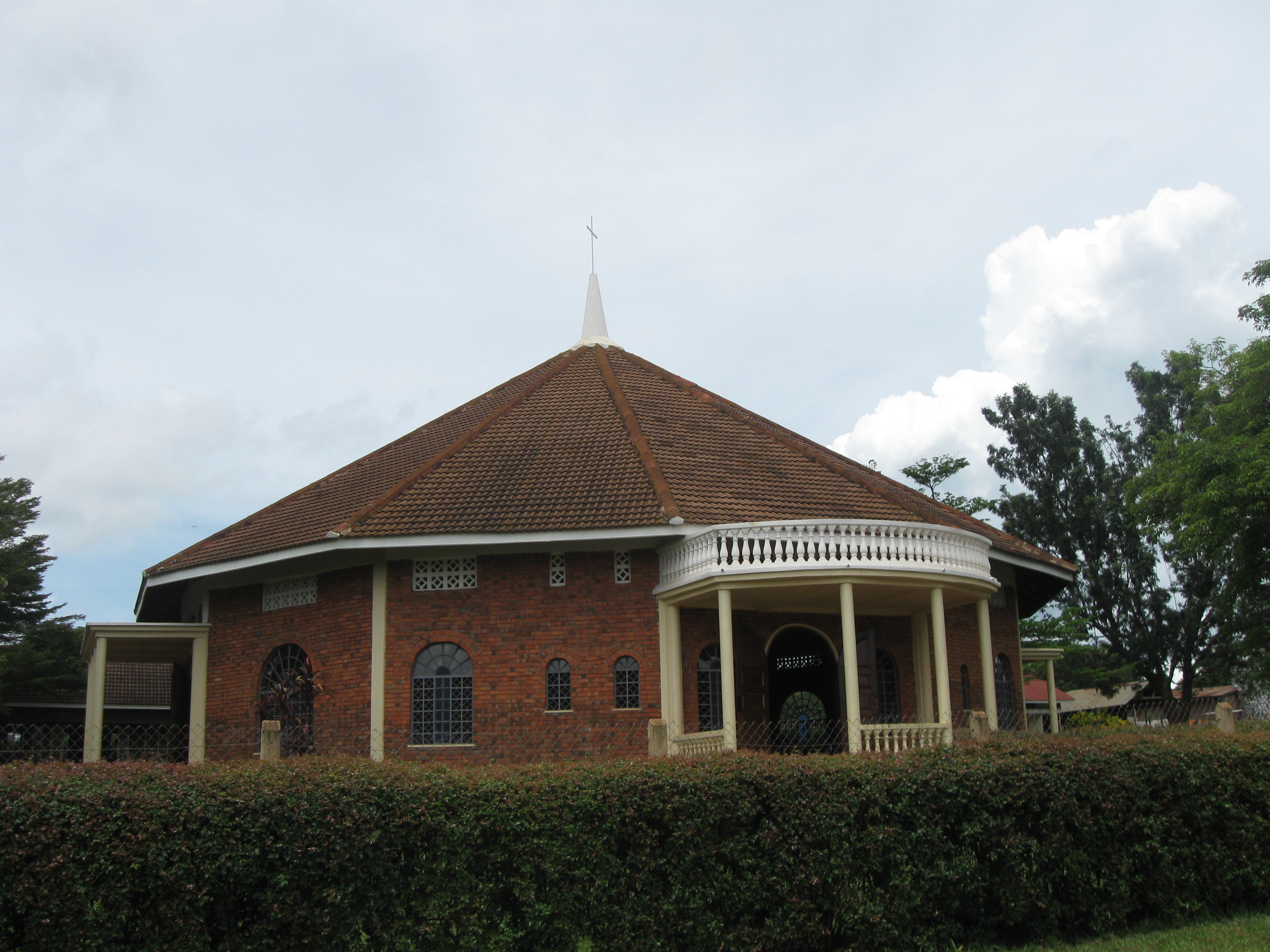
Église baptiste Victoria à Jinja (ville).

L’Union baptiste d'Ouganda a ses origines dans une mission américaine du Conseil de mission internationale en 1963 .  Elle est officiellement fondée en 1974 . Selon un recensement de l’association, en 2023 elle disait avoir 1,800 églises et 550,000 membres.

## Écoles
Elle compte un institut de théologie affilié, le Séminaire baptiste d'Ouganda à Jinja (ville) fondé en 1988.